# Pumuckl (Musical)

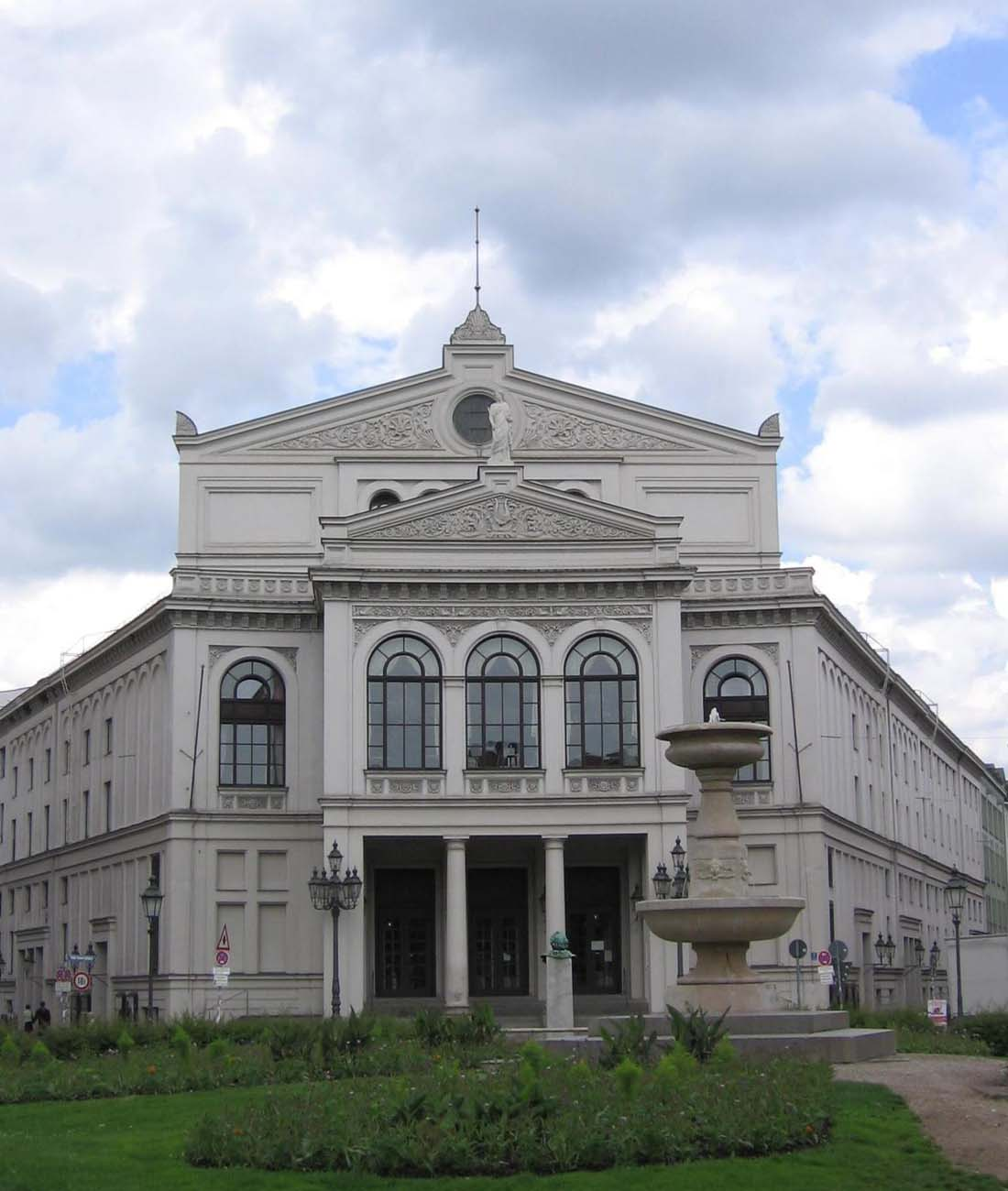
Ort der Uraufführung: Das Staatstheater am Gärtnerplatz

Pumuckl ist ein Musical nach dem Märchen Meister Eder und sein Pumuckl von Ellis Kaut mit Musik von Franz Wittenbrink und Text von Anne X. Weber. Das Musical wurde am 19. April 2018 unter der Regie von Nicole Claudia Weber am Staatstheater am Gärtnerplatz in München uraufgeführt. Es ist ein Auftragswerk des Theaters.
Die musikalische Leitung hatte Andreas Kowalewitz, die Co-Orchestrierung übernahm Mathias Weibrich. Das Bühnenbild stammte von Karl Fehringer und Judith Leikauf, die Kostüme von Tanja Hofmann.

## Inhalt
Das Stück handelt vom Kobold Pumuckl und dem Schreinermeister Eder. Es ist an einige Folgen der Hörspiel- und Fernsehserie Meister Eder und sein Pumuckl von Ellis Kaut angelehnt, so insbesondere an die Folgen Spuk in der Werkstatt, Das Schlossgespenst und Der große Krach. Siehe auch Meister Eder und sein Pumuckl.

## Ensemble der ersten Spielzeit (München, ab 19. April 2018)

### Besetzung
- Regie: Nicole Claudia Weber
- Co-Orchestration: Mathias Weibrich
- Musikalische Leitung: Andreas Kowalewitz
- Licht: Jakob Bogensperger
- Choreografie: Karl Alfred Schreiner
- Bühne: Karl Fehringer und Judith Leikauf
- Kostüme: Tanja Hofmann
- Dramaturgie: David Treffinger

### Darsteller
- Benjamin Oeser / Christian Schleinzer (alternierend): Pumuckl
- Ferdinand Dörfler: Meister Eder
- Marianne Sägebrecht: Frau Reitmayr, Lehrerin
- Dagmar Hellberg: Frau Steinhauser / Gräfin
- Angelika Sedlmeier: Monika Steinhauser, ihre Schwiegertochter
- Susanne Seimel: Hanna, ihre Enkelin / Vreni, Dienstmädchen
- Stefan Bischoff: Schlosser Schmitt
- Ulrike Dostal: Gerti Schmitt, seine Frau / Vroni, Dienstmädchen
- Maximilian Berling: Schubert
- Alexander Bambach: Bartel
- Martin Hausberg: Wirt
- Peter Neustifter: Butler Jakob
- Frank Berg: Chauffeur
- Stefan Thomas, Dirk Lüdemann, Thomes Hohenberger: Wirtshausgäste

## Rezeption
Sylvia Schreiber vom Bayerischen Rundfunk sagt zum Stück: „Ein temporeicher, humorvoller Abend mit viel Lokalkolorit.“ und „Besonders gut gelingen Benjamin Oeser die zackigen Songs, in denen er seine Rotzigkeit lausbübisch raushängen lassen kann und er sich mit dem Schreiner in die Haare bekommt. Ferdinand Dörfler als Meister Eder steht seinem Paten Gustl Bayrhammer in Nichts nach.“ Robert Braunmüller von der Abendzeitung schreibt: „Franz Wittenbrink [ist es] gelungen, ein komplett seifenfreies Musical ohne jeden Kommerzsound zu komponieren.“ Das Stück „ist ideal für junge Theatereinsteiger ab sechs Jahren.“